# Wörlitz

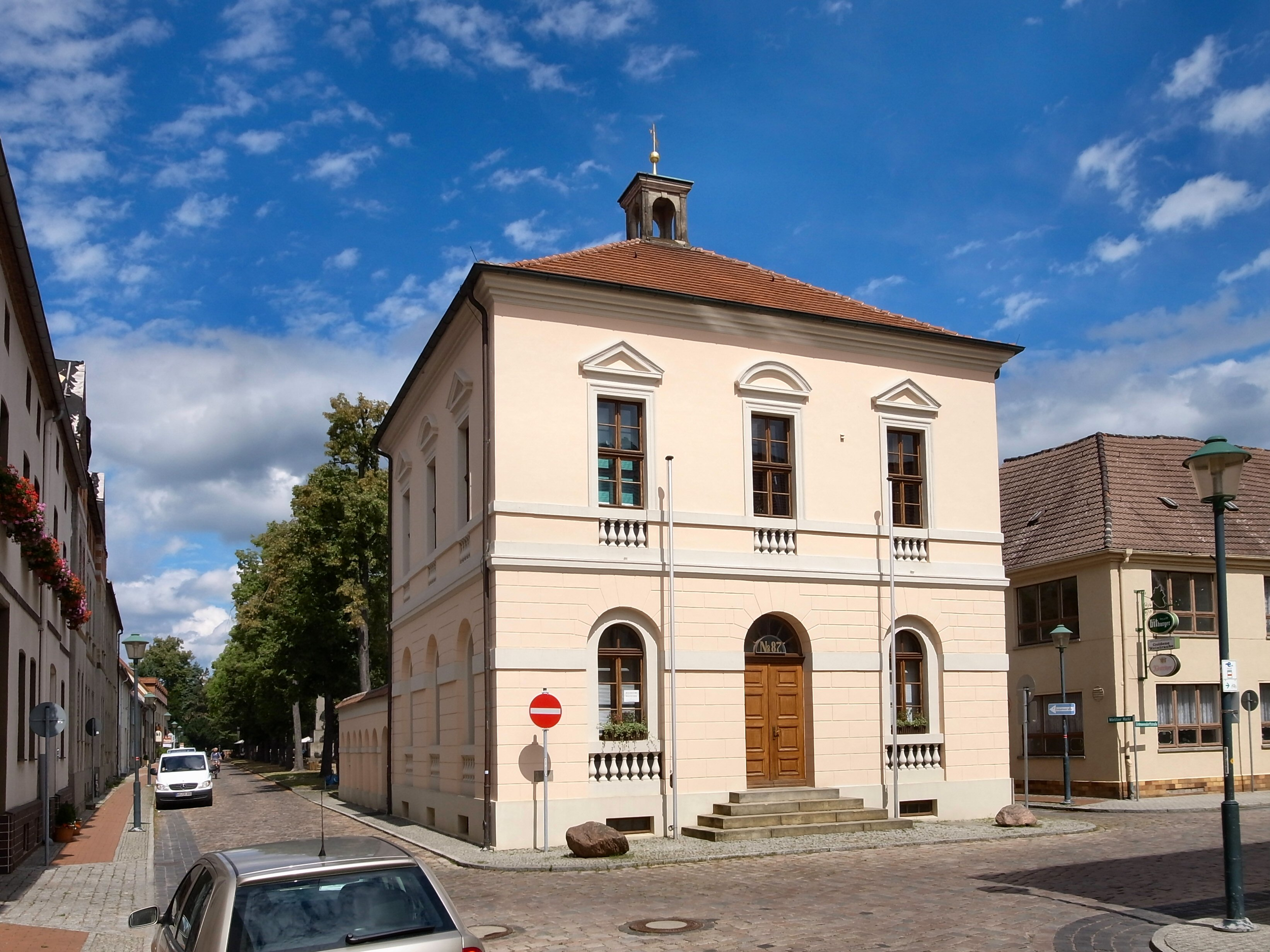
Rathaus

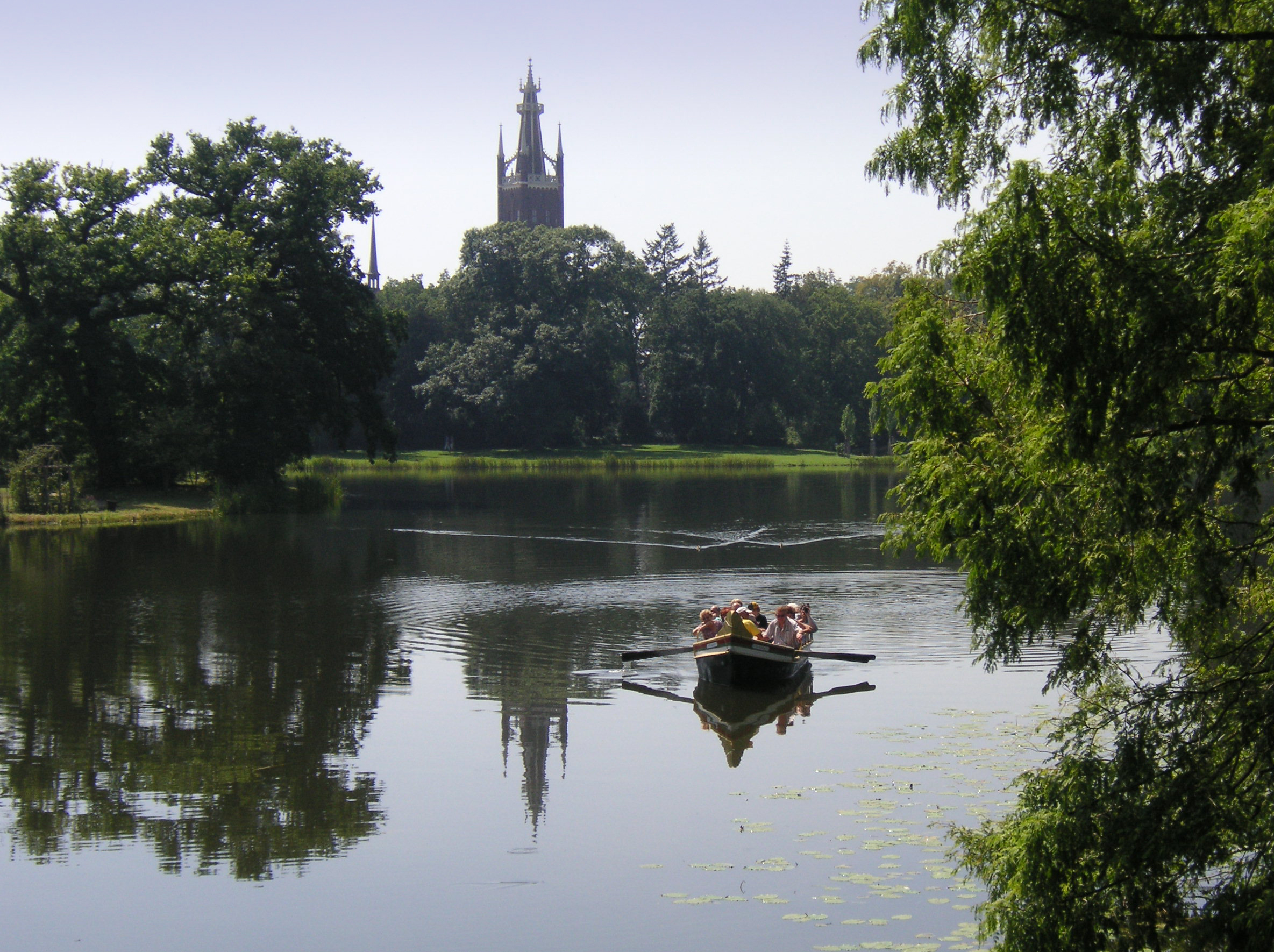
Wörlitzer See mit St. Petri

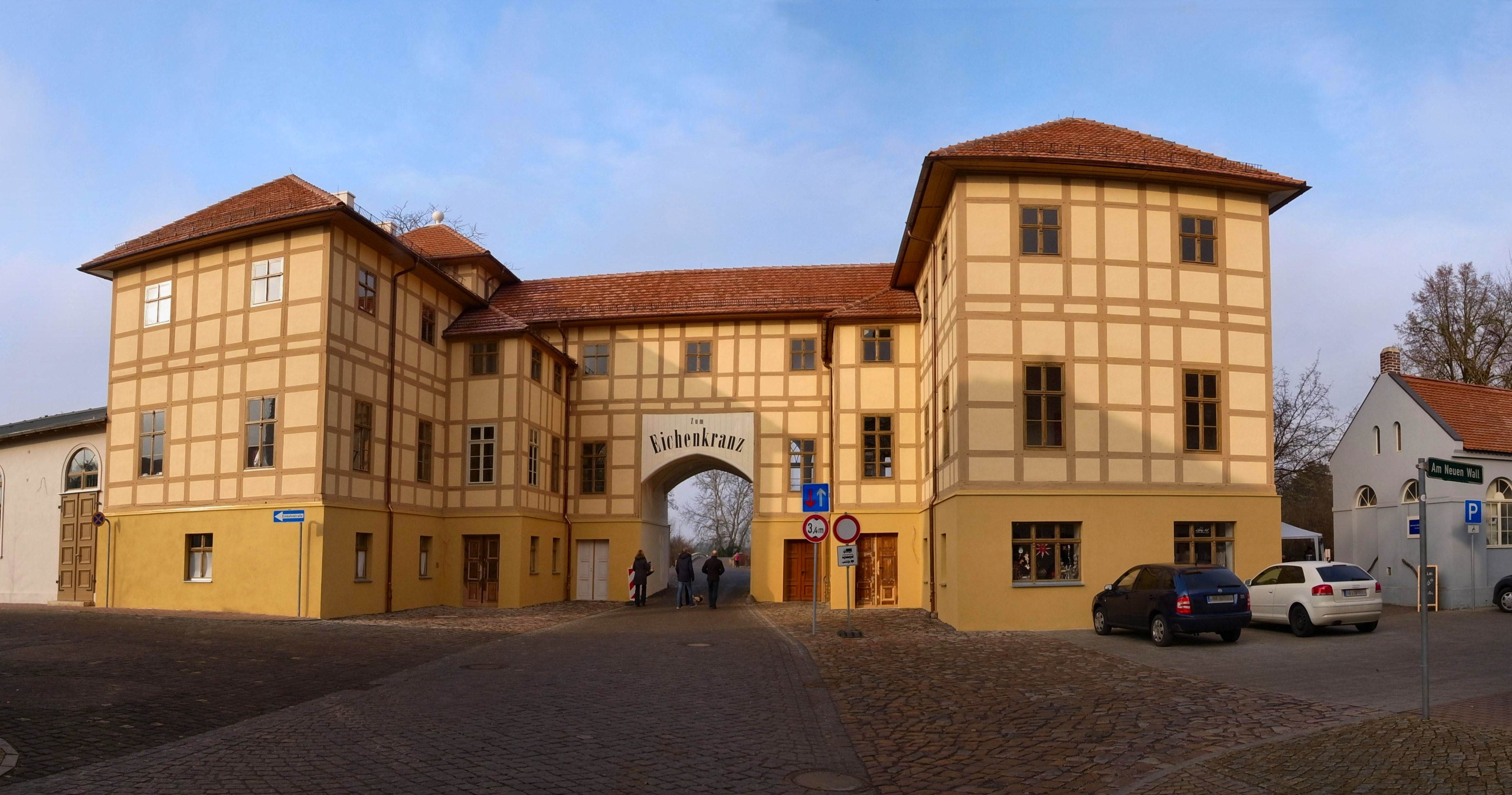
Historischer Gasthof „Zum Eichenkranz“

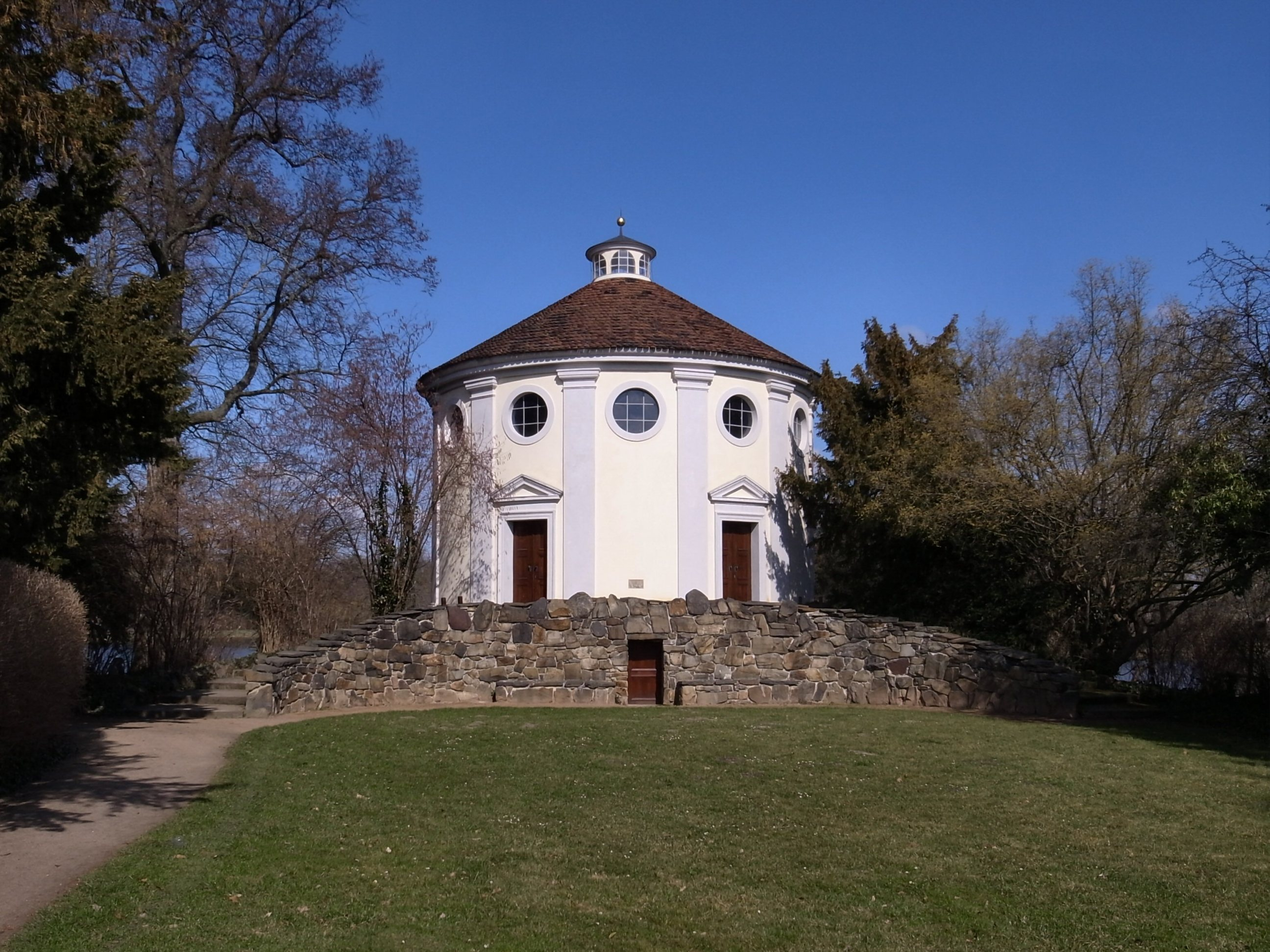
Synagoge

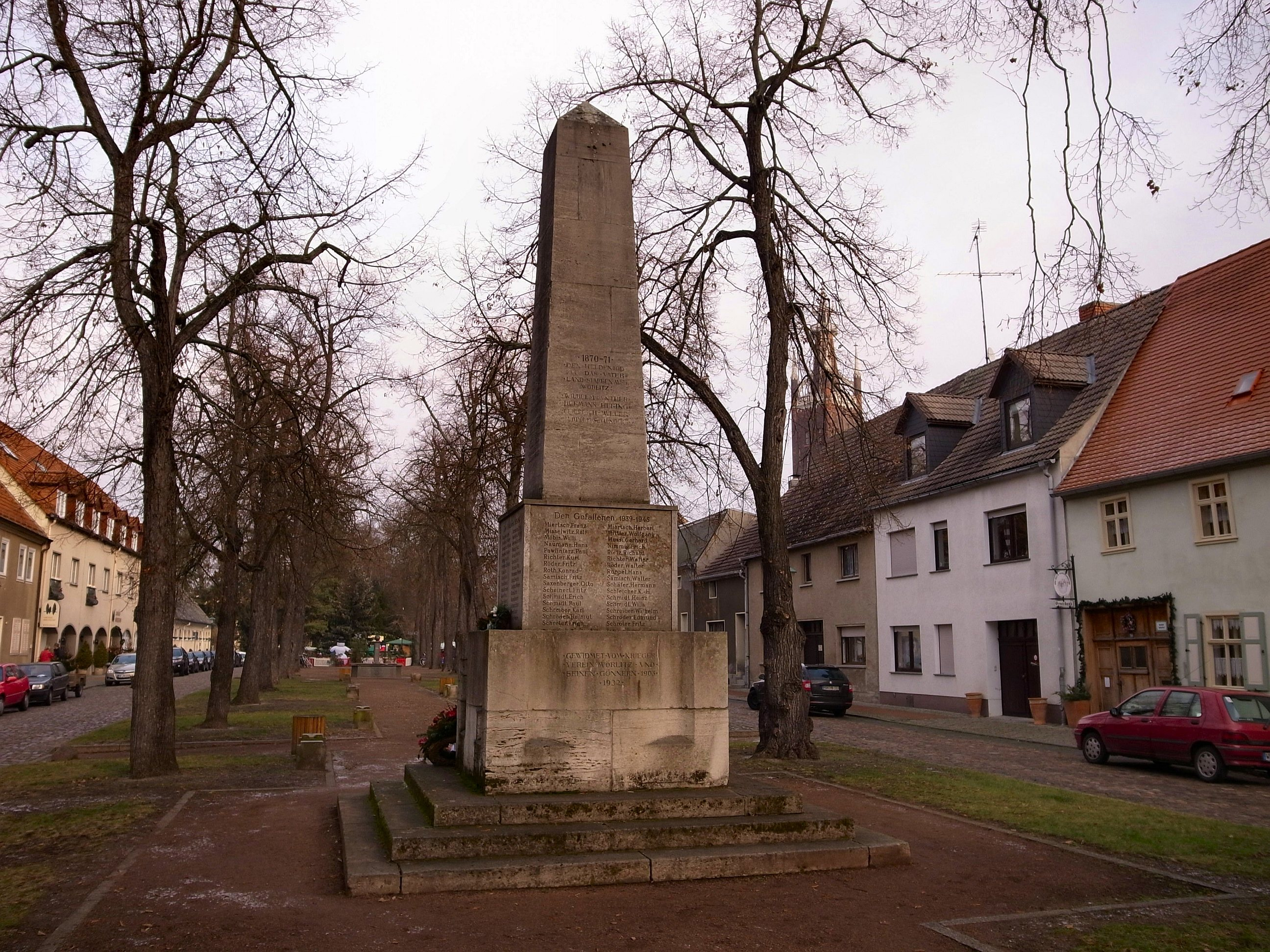
Kriegerdenkmal auf dem Marktplatz

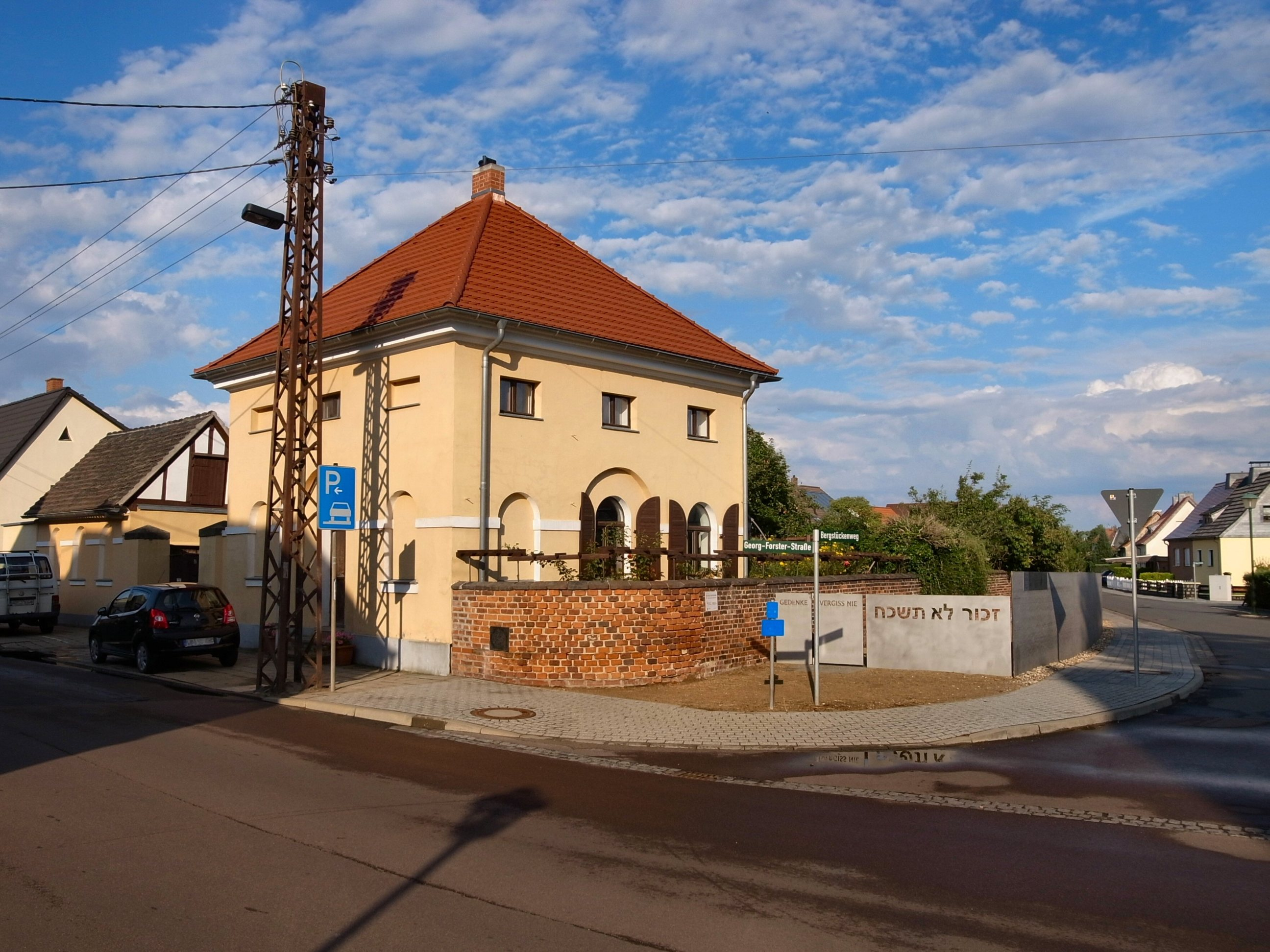
Zeremonienhaus und Denkmal am jüdischen Friedhof

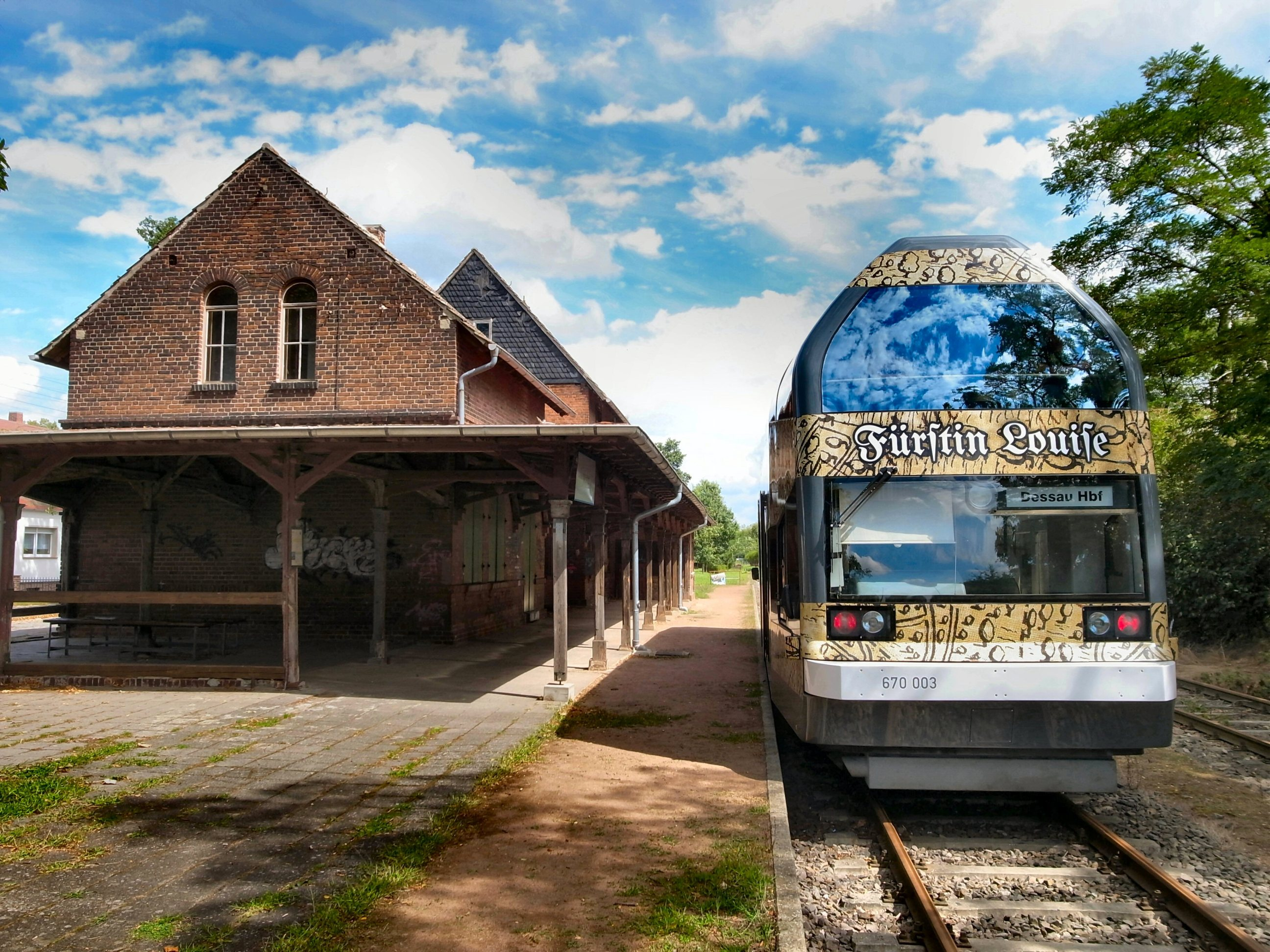
Schienenbus Fürstin Louise der DVE im Bahnhof Wörlitz

Wörlitz ist ein Ortsteil der Stadt Oranienbaum-Wörlitz im Landkreis Wittenberg in Sachsen-Anhalt. Er ist durch den zum Weltkulturerbe gehörenden Wörlitzer Park bekannt und ein staatlich anerkannter Erholungsort.

## Geografie
Wörlitz liegt südlich der Elbe im Biosphärenreservat Mittelelbe zwischen Dessau-Roßlau und Wittenberg. Das Gebiet um Wörlitz ist flach und wird von zahlreichen Altwassern der Elbe sowie Gräben und Bächen durchzogen. Reste von Sanddünen („Wilde Berge“) aus der letzten Eiszeit sind die einzigen, nur wenige Meter hohen Erhebungen. Größtes Altwasser ist der Wörlitzer See unmittelbar nördlich der Stadt.
- Der Ortskern von Wörlitz erstreckt sich südlich entlang des Parkes und des Wörlitzer Sees.
- Westlich des Parkes und des Sees liegt die Siedlung Seespitze.
- Einige Einzelgehöfte liegen zum Teil weit entfernt von der eigentlichen Ortslage und sind auch nicht mehr ständig bewohnt, u. a. Alte Ziegelei, Oberforst, Alte Mühle, Berting, Mittelhölzer, Elbterrasse, Rosenwiesche und Kleine Mühlberge.

Wörlitz liegt an der Oranier-Route, einer deutsch-niederländischen Ferienstraße.

## Geschichte
Am 13. November 1004 wurde Wörlitz erstmals urkundlich erwähnt. Schon 1440 wurde der Ort als Stadt bezeichnet.
Wörlitz ist mit dem Wörlitzer Park der Höhepunkt des Dessau-Wörlitzer Gartenreiches, das in der zweiten Hälfte des 18. Jahrhunderts unter der Regentschaft von Fürst Leopold III. Friedrich Franz von Anhalt-Dessau (1740–1817) geschaffen wurde. Er holte bedeutende Persönlichkeiten wie Erdmannsdorff, Rust und Basedow an seinen Hof. Kontakte und Verbindungen gab es bis nach England, Frankreich (Rousseau) und Italien. Historische Gäste in dieser Zeit in Wörlitz waren Alexander von Humboldt, Lavater, Georg Forster, Goethe, Jean Paul sowie Hölderlin. Gleichzeitig mit dem Park entstand Schloss Wörlitz.
Das Gebäude der in Wörlitz betriebenen Grundschule Luisenschule Wörlitz entstand 1877.
Im Jahr 2000 wurde die Anlage von der UNESCO in das Verzeichnis des Weltkulturerbes aufgenommen.
Übergeordnete Verwaltungseinheiten:
- bis 1932 Kreis Dessau (Herzogtum Anhalt bzw. Freistaat Anhalt)
- 1932 Landkreis Dessau-Köthen (Land Anhalt)
- 1947 Landkreis Dessau-Köthen (Land Sachsen-Anhalt)
- 1952 Kreis Gräfenhainichen (Bezirk Halle)
- 1990 Kreis Gräfenhainichen (Land Sachsen-Anhalt)
- 1994 Landkreis Anhalt-Zerbst (Land Sachsen-Anhalt)
- 2007 Landkreis Wittenberg (Land Sachsen-Anhalt)

Am 1. Juli 2007 wurde die Gemeinde Wörlitz aufgrund einer Kreisgebietsreform vom ehemaligen Landkreis Anhalt-Zerbst in den Landkreis Wittenberg eingegliedert. Bei einer Bürgerbefragung am 14. Mai 2006 hatten die Einwohner der Stadt Wörlitz mit etwa 59 % der Stimmen für eine Eingemeindung nach Dessau gestimmt. Endgültig entschied aber der Stadtrat von Wörlitz, wobei das Ergebnis des Bürgerbefragung nicht bindend war. Außerdem hätten die Stadt Dessau, der Landkreis Wittenberg sowie das Land Sachsen-Anhalt zustimmen müssen.
Seit dem 1. Januar 2011 ist Wörlitz ein Teil der neu gebildeten Stadt Oranienbaum-Wörlitz.

## Politik

### Wappen
Blasonierung: „In Gold neben einem links aus natürlichem Rasen hervorwachsenden grünen Eichenbaum ein springender schwarzer Eber.“
Das Wappen wurde am 10. März 1994 durch das Regierungspräsidium Dessau genehmigt und im Landeshauptarchiv Magdeburg unter der Wappenrollennummer 9/1994 registriert. Die Farben der Ortsfahne sind Grün-Weiß.

### Städtepartnerschaft
- Lambsheim, Rheinland-Pfalz

## Sehenswürdigkeiten und Kultur

### Sehenswürdigkeiten
Die Kulturdenkmale des Ortes sind im örtlichen Denkmalverzeichnis eingetragen.
- Wörlitzer Park
- Schloss Wörlitz
- Evangelische Kirche St. Petri
- Domäne Wörlitz
- Christlicher Friedhof
- Denkmal am jüdischen Friedhof
- Falknerei, 2006 eröffnet, zeigt von Ende März bis Ende Oktober regelmäßige Greifvögelvorführungen[3]

### Veranstaltungen
- Frühlingserwachen – Wochenende nach Frühlingsanfang
- Gartenreichtag – 2. Samstag im August
- Tag des offenen Denkmals – 2. Sonntag im September
- Schützenfest – laut Bekanntmachung
- Seekonzerte – laut Bekanntmachung
- Weihnachtsmarkt – erstes Adventswochenende

### Vereine
- Schützenverein Grün-Weiß Wörlitz 1848 e. V.
- Sportverein Grün-Weiß Wörlitz e. V.[4]
- Angelverein „Elbaue“ Wörlitz e. V.
- Hundesportverein Wörlitz e. V.

## Verkehr
- Der Bahnhof Wörlitz an der Bahnstrecke Dessau–Gohrau-Rehsen wird in der Sommersaison (März bis November[5]) von der Dessauer Verkehrs- und Eisenbahngesellschaft bedient. Die nächsten Haltepunkte der Deutschen Bahn befinden sich in Coswig (Anhalt) (Bahnstrecke Dessau–Falkenberg) und in Dessau (Bahnstrecke Magdeburg–Leipzig).
- Wörlitz wird von der Buslinie 307 bedient, die Verbindungen nach Oranienbaum und Gräfenhainichen bietet[6]. Sie wird von der Vetter Verkehrsbetriebe GmbH betrieben.
- Wörlitz liegt an der Kreisstraße K 2376 nach Coswig (ehemals Bundesstraße 107) und an der Kreisstraße K 2042 nach Riesigk. Die Bundesautobahn A 9 mit der Anschlussstelle Vockerode ist ca. 7 km entfernt.
- Zwischen Wörlitz und Coswig verkehrt eine Gierseilfähre über die Elbe. Bei Hochwasser wird die Fähre nicht bedient, und auch die Straße ist dann oft überflutet.

## Persönlichkeiten

### Söhne und Töchter der Stadt
- Friedrich Wilhelm Rust (1739–1796), Geiger und Komponist
- Itzig Hirsch Cohn (1777–1863), Kaufmann und Bankier
- Friedrich von Raumer (1781–1873), Politiker und Historiker
- Karl Georg von Raumer (1783–1865), Geologe, Geograph und Pädagoge
- Wilhelm Braun (1807/1808–1848), Eisenbahnbeamter, Opfer der Märzrevolution von 1848, beerdigt auf dem Friedhof der Märzgefallenen in Berlin[7]
- Moritz von Cohn (1812–1900), anhaltischer Hofbankier
- Karl Graul (1814–1864), lutherischer Theologe, Missionar und Missionswissenschaftler
- Heinrich Brunn (1822–1894), Archäologe
- Johann Gottlieb Schoch (1853–1905), Gartenarchitekt und Gartendirektor der Stadt Magdeburg
- Elisabeth von Anhalt (1857–1933), letzte Großherzogin von Mecklenburg-Strelitz
- Aribert von Anhalt (1864–1933), Regent des Herzogtums Anhalt
- Martin Weinstein (1864–1917), Generalkonsul in Lissabon, Ehrenbürger von Wörlitz
- Gustav Ulrich (1880–1971), Architekt und Denkmalpfleger

### Mit Wörlitz verbundene Persönlichkeiten
- Johann Friedrich Eyserbeck (1734–1818), Hofgärtner für das Dessau-Wörlitzer Gartenreich
- Friedrich Wilhelm von Erdmannsdorff (1736–1800), Architekt des Wörlitzer Schlosses
- Johann Christian Neumark (1740–1811), Kunst- und Lustgärtner in Wörlitz
- Johann George Gottlieb Schoch (1758–1826), Gartenarchitekt des Wörlitzer Parks
- Friedrich von Matthisson (1761–1831), Lyriker, lebte in Wörlitz
- Ralf Laass (* 1968), Politiker (CDU), Stadtrat in Wörlitz